# Operação Garina
Operação Garina foi uma operação da Polícia Federal (PF) deflagrada em outubro de 2013 com objetivo de desmantelar um esquema de tráfego internacional de mulheres.
Cinco brasileiros foram presos na operação. Eles aliciavam as vítimas em casas noturnas da capital paulista com a promessa de que receberiam valores altos em dólares para se prostituírem, em Angola, país que fica na costa ocidental da África. A investigação durou um ano, mas a PF suspeita que o esquema ocorria desde 2007. Cerca de cem mulheres foram enviadas por ano para Angola, África do Sul e Portugal.
Segundo as investigações, a organização criminosa internacional contava com dois núcleos, um no Brasil e outro em Angola. Um angolano seria o principal financiador da ação criminosa, que era responsável pela remessa mensal de cerca de sete mulheres brasileiras ao exterior, movimentando por mês o valor aproximado de 500 mil dólares. A estimativa é de que, ao longo dos sete anos, os suspeitos tenham movimentado aproximadamente 45 milhões de dólares.
Além dos cincos brasileiros presos, a Justiça Federal decretou a prisão de dois estrangeiros que se encontravam fora do País. Seus nomes foram incluídos na lista mundial de procurados pela Interpol, a polícia internacional. O processo judicial derivado da operação foi desmembrado em dois núcleos. Um que é responsável pelos réus brasileiros e outro que investiga o envolvimento dos angolanos.

## Fatos posteriores
Em Simpósio Internacional nos dias 29 e 30 de maio de 2014, o delegado da PF e chefe da Interpol no Brasil, Luiz Eduardo Navajas, afirmou que "o tráfico de pessoas tem uma característica bastante peculiar: muitas vezes, as vítimas não se veem como tal, ao menos não no início, o que dificulta a imediata resposta pelas autoridades", ressaltou.
De acordo com o delegado, o tráfico internacional de pessoas responde por cerca de um terço dos delitos referentes a aliciamento de pessoas para diversos fins, seja para exploração sexual ou trabalho. No que se refere ao tráfico propriamente dito, internacional e interno, o tráfico internacional representa a maioria dos casos.

## Comissão Parlamentar de Inquérito
A CPI do tráfico de pessoas no Brasil aprovou um relatório com sugestões. Entre as propostas, está a mudança na tipificação do crime no Código Penal, com pena de cinco a oito anos de reclusão, além do pagamento de multa.